# Lagune du Charbon
La lagune du Charbon (en espagnol : Laguna del Carbón) est une dépression géographique (creux topographique) située à l'est de la province de Santa Cruz en Patagonie de l'Argentine, à 45 km de Puerto San Julian.
Elle a la particularité d'être le point géographique le plus bas, −105 m au-dessous du niveau de la mer, de toute l'Amérique.
La lagune du Charbon présente également des intérêts de paléontologie.